# Wilkowyja (powiat gnieźnieński)

Niemiecka mapa gminy Kłecko z 1919 roku, miejscowość Wilkowyja została zaznaczona jako Neu Paulsdorf

Wilkowyja (niem. Neu Paulsdorf) – wieś w Polsce położona w województwie wielkopolskim, w powiecie gnieźnieńskim, w gminie Kłecko, na zachodniej krawędzi doliny Jeziora Gorzuchowskiego.

## Położenie
Wilkowyja położona jest na pojezierzu gnieźnieńskim około 1 kilometra na północny-zachód od Kłecka. Jest najwyżej położoną miejscowością w gminie Kłecko, a jej centralna część znajduje się na wzgórzu z którego rozpościera się widok na Kłecko i Jezioro Gorzuchowskie. Od strony północnej graniczy z wsiami Pomorzany, Kamieniec i Charbowo, od zachodniej z Wolą Łagiewnicką i Gorzuchowem, od południowej ograniczona jest brzegiem Jeziora Gorzuchowskiego oraz wybudowaną w latach 1910–1914 linią kolejową nr 377, a od wschodniej połączona jest z Polską Wsią z którą tworzy jedną całość. W latach 1975–1998 miejscowość należała administracyjnie do województwa poznańskiego. Główna jej część z zabudowaniami mieszkalnymi jednorodzinnymi, znajduje się przy drodze powiatowej 2154P, która łączy Wilkowyję z Polską Wsią i drogą wojewódzką nr 190. Dawniej wieś posiadała wiele przysiółków m. in. Wilkowyszki, Bachorza, Białe Błoto, Zastawa i Koćmierz. Obecnie ma ona charakter ulicówki, a jej powierzchnia wynosi 775 ha. W miejscowości znajdują się zabytkowe zabudowania z przełomu XIX. i XX. wieku, w tym dawne budynki dworów i szkoły, stara gorzelnia oraz zabytkowy cmentarz ewangelicki.

## Historia
Wilkowyja była wsią rycerską, własnością rodu Junoszy, a jej historia jest bezpośrednio związana z pobliską Polską Wsią. Pierwsza wzmianka o miejscowości pochodzi z 1580 roku i dotyczy opłacania dziesięciny do Kłecka. Prawdopodobnie jednak osada istniała w tym miejscu dużo wcześniej, gdyż jest wymieniana jako jedna z osad służebnych kłeckiego grodziska, a na jej terenie podczas badań archeologicznych odnaleziono ślady osadnictwa z czasów mezolitu, neolitu, kultury przeworskiej lub wielbarskiej oraz grób ciałopalny z zachowanymi fragmentami kości, ceramiki i biżuterii. 30 września 1761 roku na wzgórzu Kuś, odzielającym Wilkowyję od Gorzuchowa odbył się jeden z ostatnich na ziemiach polskich procesów o czary, w wyniku którego spalono na stosie 10 kobiet – zielarek pochodzących z Gorzuchowa, z których najmłodsza miała niespełna trzynaście lat. W 1773 roku sejm wyznaczył komisję do wytyczenia granic miejscowości z sąsiednimi wsiami. W 1793 r. jej dziedzicem był Mikołaj Węsierski. W XIX wieku wieś była własnością rodziny Chełmickich, a następnie Ruphoffów. Około 1850 roku rodzina Fishbachów, w jej wschodniej części wybudowała murowany dworek, który razem z zabudowaniami gospodarczymi tworzył folwark. W 1881 r. miejscowość przejął bank – Pommersche Hypoteken-Actionen Bank w Koszalinie, a w latach 1903–1908 znajdowała się ona pod nadzorem Komisji Kolonizacyjnej. W tym czasie (dane na 1893 rok) wieś zamieszkiwało 91 osób z czego 85 było wyznania katolickiego, a 6 ewangelickiego, a w jej skład wchodził również folwark Kamieniec. 18 marca 1908 roku dokonano połączenia wsi z obszarem dworskim Polska Wieś (Gutsbezirke Paulsdorf) co doprowadziło do jej znacznego powiększenia oraz zmiany nazwy na Neu Paulsdorf. Około 1890 roku w północno-zachodniej części Wilkowyi wybudowano drugi dwór, na początku XX. wieku utworzono cmentarz ewangelicki, a w 1910 roku powstała szkoła. W latach 1910–1914 powstała przebiegająca przez miejscowość linia kolejowa nr 377. Dziesięć lat później wybudowana została gorzelnia. 9 września 1939 roku podczas cywilnej obrony Kłecka mieszkańcy wsi zostali wykorzystani w roli 'żywych tarczy' przez żołnierzy niemieckiego 12 pułku w czasie jego natarcia na pozycje polskich obrońców w Kłecku. Kolejne prześladowania spotkały ich w 1940 roku, podczas prowadzonych od września do listopada masowych wysiedleń ludności polskiej. Z miejscowości Bielawy, Dębnica, Kamieniec, Sulin i Wilkowyja deportowano wówczas łącznie 38 rodzin – 235 osób. Wysiedlenia przeprowadzała niemiecka żandarmeria w godzinach wczesnoporannych, zezwalając wyrzucanym z domów mieszkańcom zabrać jedynie żywność. Rodziny przewożono do obozu w Łodzi, a następnie do Generalnego Gubernatorstwa. Podczas jednego z takich transportów zmarło na zapalenie płuc dwunastoletnie dziecko rodziny wysiedlonej z Wilkowyi.

## Demografia
Według Narodowego Spisu Powszechnego z 2021 roku miejscowość zamieszkiwało 387 mieszkańców, z czego 48,8% stanowiły kobiety, a 51,2% mężczyźni, co czyni ją pod tym względem 3 największą wsią w gminie Kłecko.
Wykres przedstawiający liczbę ludności wsi Wilkowyja na przestrzeni lat:
Źródła: 1871; 1885; 1893; 1895; 1905; 1910; 1998; 2002; 2009; 2010; 2011; 2012; 2013; 2014; 2015; 2016; 2017; 2020; 2021; 2024

## Nazwa
Nazwa wsi prawdopodobnie wywodzi się od wilkowyjów, tj. łowców mających wabić wilki. Na przestrzeni wieków wraz ze zmianami w języku nazwa osady ulegała wielokrotnym przekształceniom. Jan Długosz odnotowuje miejscowość jako Wylkowygye. W dokumentach z 1580 roku wieś występuje już jako Wilkowiae. W opracowaniu Poznańskiego Towarzystwa Przyjaciół Nauk pt. Roczniki z 1891 roku, miejscowość została opisana jako Wyłkowyja, natomiast w dokumentach kościelnych nazwa Wilkowyji zapisywana była po łacinie jako Vylkovygye. Od 1908 roku do czasu przyłączenia Wielkopolski do państwa polskiego oraz w czasie okupacji niemieckiej miejscowość nosiła niemiecką nazwę Neu Paulsdorf.

## Zabytki

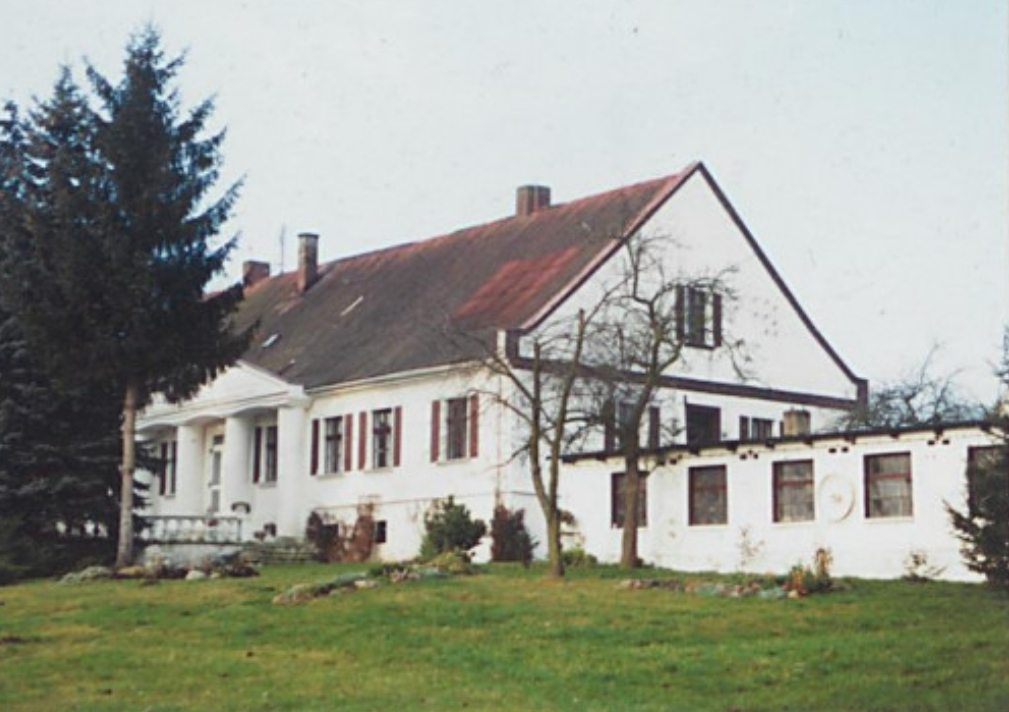
Widok na elewację ogrodową z kierunku wschodniego.

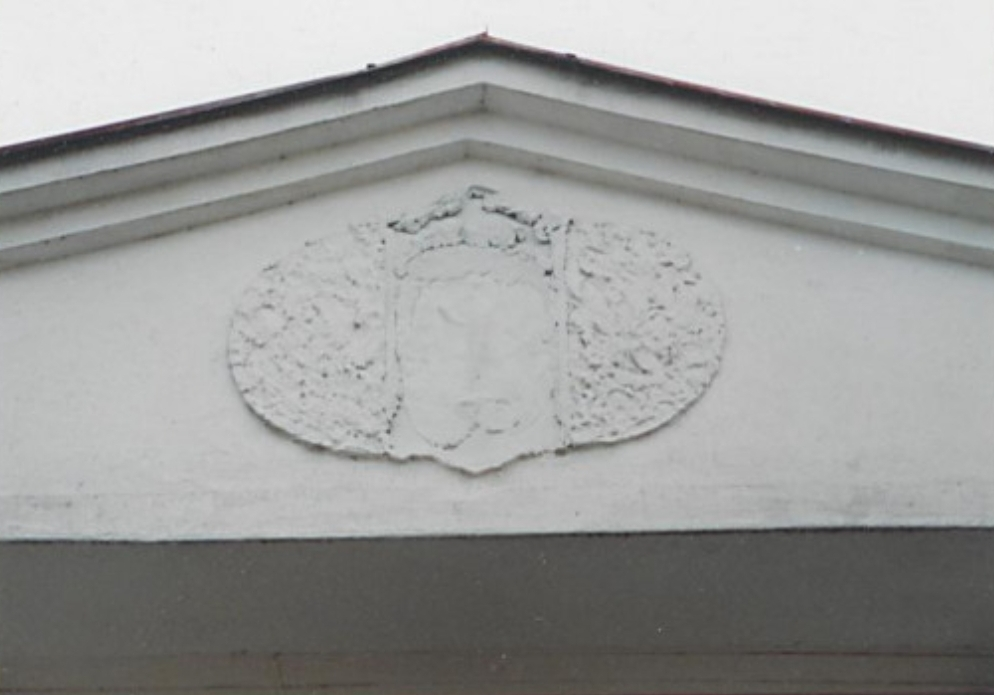
Kartusz nad głównym wejściem w ganku elewacji frontowej.

- Dwór Fishbachów – murowany dwór wybudowany około 1850 roku[f] przez Józefa Fishbacha we wschodniej części wsi. Do czasu parcelacji majątku w latach 90. XIX. wieku tworzył z okolicznymi zabudowaniami gospodarczymi folwark, w skład którego wchodziło m. in. 130 ha ziemi, cegielnia, staw oraz park. Następnie od lat 20. XX. wieku w posiadaniu rodziny Zagórów. W 1925 roku przeszedł przebudowę polegającą na dobudowie ganku, likwidacji poddasza mieszkalnego, przebudowie dachu na dwuspadowy czy nałożeniu portyku na centralną część elewacji ogrodowej. Kolejnej przebudowy obejmującej remont dachu dokonano w latach powojennych. Dwór jest budowlą jednokondygnacyjną zbudowaną na planie wydłużonego prostokąta. Nad gankiem znajduje się herb. Narożniki budynku ozdobione są boniowaniem. We wnętrzu można natomiast podziwiać m. in. zabytkowy, bogato zdobiony piec kaflowy[8]. Wizerunek dworu na początku XXI w. znalazł się na pocztówce z serii „Dwory gminy Kłecko”[10].
- Cmentarz ewangelicki – zabytkowy, nieczynny cmentarz ewangelicki położony na zachód od wsi, założony na początku XX. wieku na planie czworokąta. Ostatni pochówek miał miejsce w 1939 roku, a ostateczną decyzję o jego zamknięciu podjęto 21 września 1957 roku[13]. Według danych z 1987 roku na cmentarzu zachowało się 6 nagrobków, a najstarszy z nich pochodził z 1930 r. Nekropolia ma powierzchnię 0,29 ha[30].

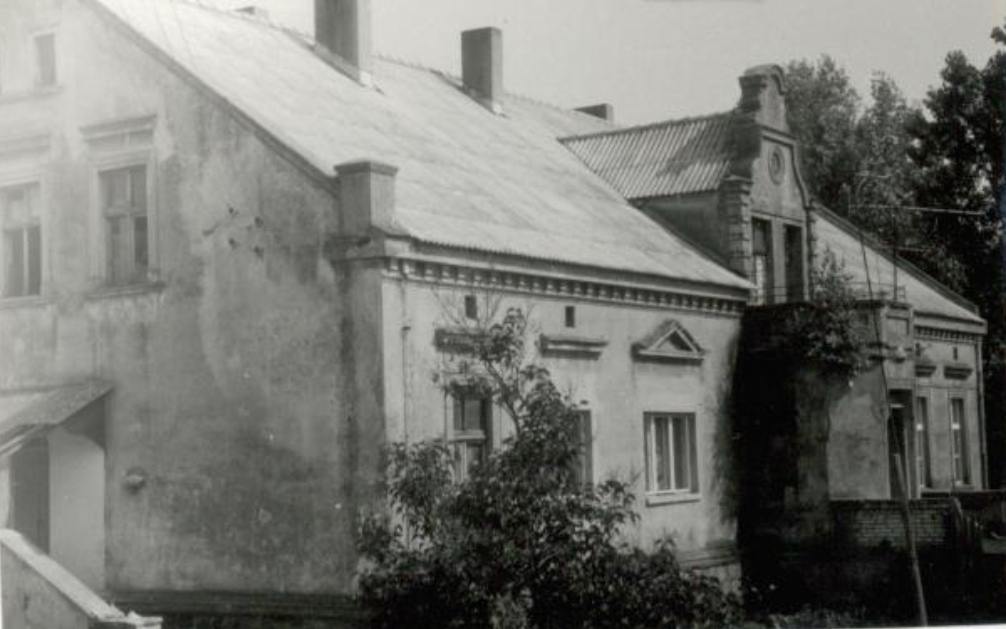
Dwór z ok. 1890 roku na zdjęciu z początku lat 90. XX. wieku.

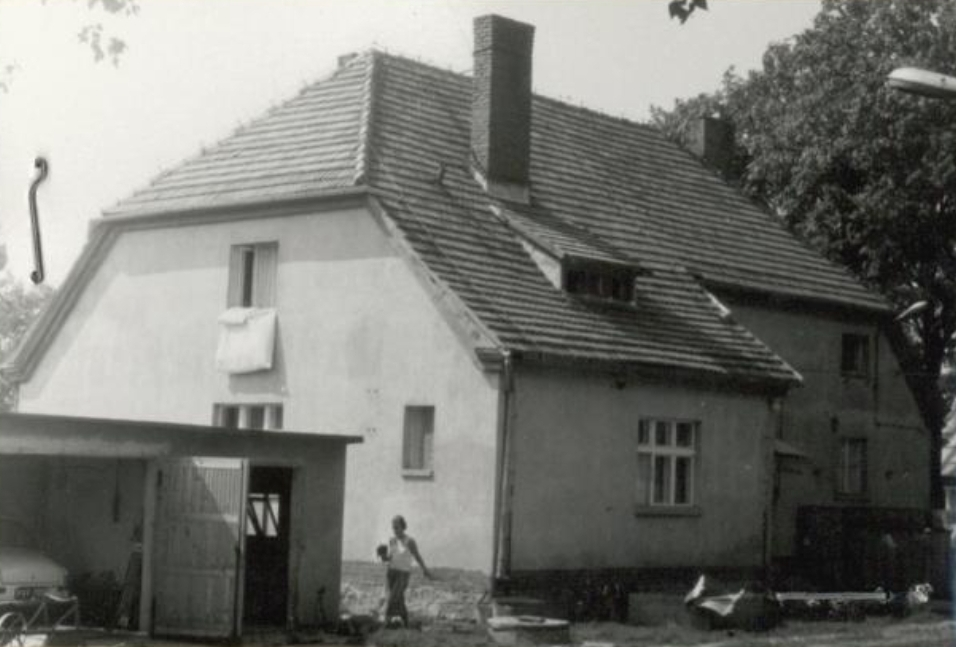
Budynek dawnej szkoły na zdjęciu z początku lat 90. XX. wieku.

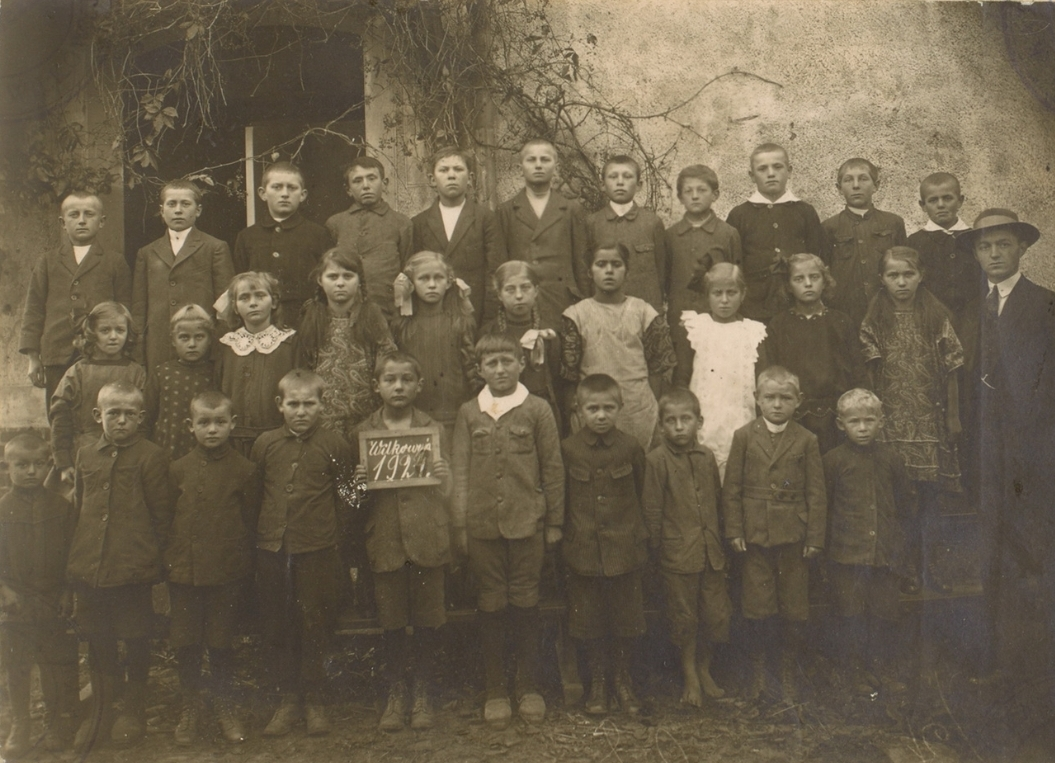
Uczniowie przed budynkiem szkoły w 1924 roku.

Pozostałe obiekty wpisane do Gminnej Ewidencji Zabytków Nieruchomych Gminy Kłecko to: wybudowany około 1890 roku budynek nowszego dworu, pochodzący z ok. 1910 roku budynek dawnej katolickiej szkoły powszechnej, pochodzące z lat 20. XX. wieku zabudowania gorzelni oraz kilka murowanych budynków mieszkalnych z lat 1904–1920.

## Powstańcy Wielkopolscy
Z Wilkowyi pochodziło dwóch uczestników Powstania Wielkopolskiego odznaczonych Wielkopolskim Krzyżem Powstańczym.
1. Franciszek Baszczyński (ur. 1.01.1898) – od 4.02.1919 do 18.02.1919 jako ochotnik brał udział w Kompanii Jarocińskiej w walkach pod Miejską Górką, Sarnowem, Rawiczem, od 19.02.1919 do lipca 1921 służył w kompanii łączności 11 Pułku Strzelców Wielkopolskich, skąd został zwolniony do rezerwy
2. Andrzej Urbaniak (ur. 26.10.1892) – od 27.12.1918 do 18.02.1919 pełnił służbę patrolową i wartowniczą w Poznaniu w dzielnicy Poznań-Jeżyce

## Wzgórze Kuś
30 września 1761 roku na wzgórzu Kuś, odzielającym Wilkowyję od Gorzuchowa odbył się jeden z ostatnich na ziemiach polskich procesów o czary, w wyniku którego spalono na stosie 10 kobiet – zielarek pochodzących z Gorzuchowa. Najmłodsza skazana miała niespełna 13 lat. Kobietom zarzucano, że:

„(…) zapomniawszy Bojaźni Boskiej (…), a przywiązawszy się do czarta, którego się na chrzcie wyrzekły (…) Najświętsze Sakramenta po kościołach kradły, na proszki paliły po różnych chlewach i różnych miejscach nieuczciwych siekły, krew Przenajświętszą z komunikantów, raz na okup ludzkiego narodu przez Zbawiciela świata wylaną, drugi raz toczyły, różne Inkantacyje i czary z proszków kobylich łbów, żmijów, wężów i wilczej łapy (…), palonych na wyniszczenie ludzi i bydła czyniły i po różnych miejscach zakopywały i zakładały. Komunikanty dwa w szkapiej głowie pod wschodami we dworze, drugie dwa pod progiem idąc do stołowej izby zakopały i inne niegodziwe akcyje z obrazą majestatu Boskiego szkodliwe ludzkiemu zdrowiu i dobytkomi ich bezbożnie czyniły i spełniały.”

Oskarżenie wnieśli Bartłomiej, Tomasz i Jan Szeliscy – ówcześni właściciele Gorzuchowa. Ich skargi nie zostały przyjęte w sądach w Gnieźnie, Pobiedziskach ani Kłecku jednak znaleźli podatny grunt dla swoich oskarżeń w Kiszkowie i zarzucili uprawianie czarów: Petroneli Kusiewa i jej córce Reginie, Maryjannie i jej córce Katarzynie, Reginie Śramina, Małgorzacie Błachowa, Zofi i Szymkowa, dziewce Katarzynie, Piechowej Banaszka oraz starej Dorocie. Rzeczywisty powód oskarżeń nie jest do dzisiaj znany. W 1776 roku, piętnaście lat po tym wydarzeniu sejm Rzeczypospolitej zakazał stosowania kary śmierci w tego typu procesach. Obecnie w miejscu kaźni w celu upamiętnienia kobiet znajduje się postawiony w 2011 roku krzyż, tablica pamiątkowa, 10 kamieni symbolizujących skazane, a także figura przedstawiająca najmłodszą zielarkę. Rzeźba i tablica są także elementem założenego w 2015 roku przez Starostwo Powiatowe w Gnieźnie „Szlaku legend i mitów”. Wydarzenia te zostały również przedstawione na krótkometrażowym filmie z 2014 roku pt. Kuś w reżyserii Tomasza Góralczyka oraz Radosława Biskupskiego według scenariusza Krzysztofa Zalaszewskiego.

## Kamień św. Wojciecha
W Wilkowyi, w dębowym lesie przy drodze z Łopienna do Kiszkowa, do połowy XIX. wieku znajdował się kamień posiadający charakterystyczne wgniecenie przypominające kształtem ludzką stopę. Według lokalnej legendy powstanie tego kształtu przypisywano św. Wojciechowi, który miał zatrzymać się w miejscowości podczas swojej wędrówki z Wągrowca do Gniezna. W 1858 roku głaz usunięto i użyto go przy budowie mostu na trakcie pomiędzy Charbowem a Kamieńcem.